# 吴明明
吴明明（1960年12月—），女，陕西富平人，中华人民共和国政治人物。曾任甘肃省人大常委会副主任、省总工会主席。

## 生平
2013年11月至2018年2月，任中共金昌市委书记。2018年1月，当选甘肃省人大常委会副主任。同年5月，任省总工会主席，2023年1月届满卸任，其兼任的甘肃省总工会主席职务则由胡焯接替。
2018年10月25日，中华全国总工会第十七届执行委员会召开第一次全体会议，选举全总十七届执委会主席、副主席和主席团委员，她当选为全总主席团委员。